# Dover (Nowa Szkocja)
Dover (pierwotnie Little Dover) – wieś (village) w kanadyjskiej prowincji Nowa Szkocja, w hrabstwie Guysborough, na południowy zachód od Canso.
Miejscowość, która pierwotnie nosiła miano Little Dover (prawdopodobnie od lat 20. XIX w., pochodzące od Dover w Wielkiej Brytanii (Anglia)), od 1890 miała urząd pocztowy, w 1969 uzyskała status village.